# El poder de tu amor
El poder de tu amor es el primer álbum en vivo en español de la cantante brasileña Aline Barros. El disco fue grabado en la iglesia La Catedral del Pueblo en Miami, Florida, Estados Unidos.
Muchos piensan que el álbum es una versión en español de O Poder do Teu Amor, (que vendió más de 500.000 copias en Brasil), porque tienen el mismo título, pero ambos álbumes sólo tienen en común sus canciones-título, lo que son versiones de The Power of Your Love, de Hillsong Worship. El Poder de Tu Amor fue distribuido por Hosanna! Música y en CD en Brasil por AB Records.

## Lista de canciones
| N.º   | Título                                               | Duración |  |
| 1.    | «Demos Alabanza (Sending Up Praise)»                 | 3:44     |  |
| 2.    | «Vine A Alabarte (I've Come To Praise You)»          | 4:38     |  |
| 3.    | «Tu Amor Por Mí (Your Love For Me)»                  | 3:45     |  |
| 4.    | «Por Amor (Above All)»                               |          |  |
| 5.    | «Inmenso Amor (You Are The King)»                    |          |  |
| 6.    | «Aleluya (Jesús Es El Cordero) [Hallelujah]»         |          |  |
| 7.    | «De Tí Lo Que Más Amo (Of All The Things About You)» | 5:58     |  |
| 8.    | «Señor Ten Misericordia (Lord Have Mercy)»           |          |  |
| 9.    | «Sal Y Luz (Salt And Light)»                         |          |  |
| 10.   | «Dulces Moradas (Dwelling Places)»                   | 4:16     |  |
| 11.   | «El Poder de Tu Amor (The Power Of Your Love)»       | 5:24     |  |
| 12.   | «Dios Es Alegre »                                    | 5:32     |  |
| 52:14 |                                                      |          |  |